# یواس‌اس سیبانی (آی‌دی-۲۹۹۹)
یواس‌اس سیبانی (آی‌دی-۲۹۹۹) (به انگلیسی: USS Siboney (ID-2999)) یک کشتی بود که طول آن ۴۴۳ فوت ۳ اینچ (۱۳۵٫۱۰ متر) بود. این کشتی در سال ۱۹۱۷ ساخته شد.